# Canthidium minimum
Canthidium minimum là một loài bọ cánh cứng trong họ Bọ hung (Scarabaeidae).